# Saint Jérôme en prière
Saint Jérôme en prière est un tableau du peintre néerlandais Jérôme Bosch. Achevé probablement vers 1505, il est actuellement exposé au Musée des beaux-arts de Gand, en Belgique.

## Thème
Saint Jérôme, figure tutélaire de l'Église, est un thème cher à l'iconographie de la peinture chrétienne. Il est là, représenté seul, comme sujet principal dans un épisode marquant de sa vie : son retrait dans le désert de Chalcis de Syrie, pour faire pénitence, au sud-ouest d'Antioche. Érudit traducteur, il est accompagné de ses attributs : livres, écritoire, et souvent d'un lion, lui ayant retiré une épine de la patte. Comme figure de l'Église, il est souvent représenté avec la coiffe de cardinal.

## Description
Le Saint Jérôme en prière ne présente pas exactement la même scène que le tableau Saint Jérôme dans le désert, présent au Palais des Doges de Venise. Il s'agit encore du même thème de « saint Jérôme dans le désert », mais - ici - il ne fait pas pénitence, il prie. La prière est pourtant bien à côté de lui, près de la croix que le saint couché sur le sol enserre dans ses bras. Le manteau rouge est posé sur un tronc d'arbre creux qui sert de perchoir à un hibou et à une mésange ; sa coiffe cardinalice (le galero, chapeau à large bords et glands) et le livre sont jetés sur le sol. Le lion s'approche d'une mare sur laquelle flotte un gros fruit rouge éclaté. Le saint se trouve sous une arche surmontée d'un amoncellement d'objets sans nom d'aspect minéral ou végétal. Un long élément rouge en forme de piment est décoré d'une plume mordorée et surmontée d'une sphère colorée qui sert d'abri à un petit animal. Des pierres, des tubes, des plantes épineuses complètent ce toit, des  lézards verts soulignés de jaune circulent entre les pierres. Au-delà, un arbre dessine sa silhouette étrange sur le ciel. Son gros tronc lisse se termine par une tête de saule et se prolonge de quelques branches semblables à des touffes de persil. Un oiseau perché sur une branche surveille un œuf unique. 
La partie supérieure droite du tableau présente un paisible paysage sans aucun élément discordant. Une église de village brabançon à gros clocher carré est blottie au milieu des arbres. Un couple suivi d'un enfant, quelques marcheurs isolés et un cavalier se dirigent vers l'église. Des collines plantées d'arbres se succèdent et se reflètent dans l'eau d'un lac. Ici, l'horizon s'éclaircit, mais ne devient pas bleuté comme dans la plupart des paysages de Bosch. Le ciel lui-même, au-dessus de la ligne claire de l'horizon, est plus vert que bleu.

## Sources et bibliographie
- Roger van Schoute, Monique Verboomen, Jérôme Bosch, Renaissance du Livre, 2003, pp. 107 et suiv. - 234 pages Lire en ligne